# Rubus arcticus
Espèce
Rubus arcticus, la Ronce arctique, Framboise arctique ou Framboisier nain (syn. : Rubus acolys), est une espèce de plantes à fleurs de la famille des Rosacées.
C'est une ronce à croissance lente.

## Description

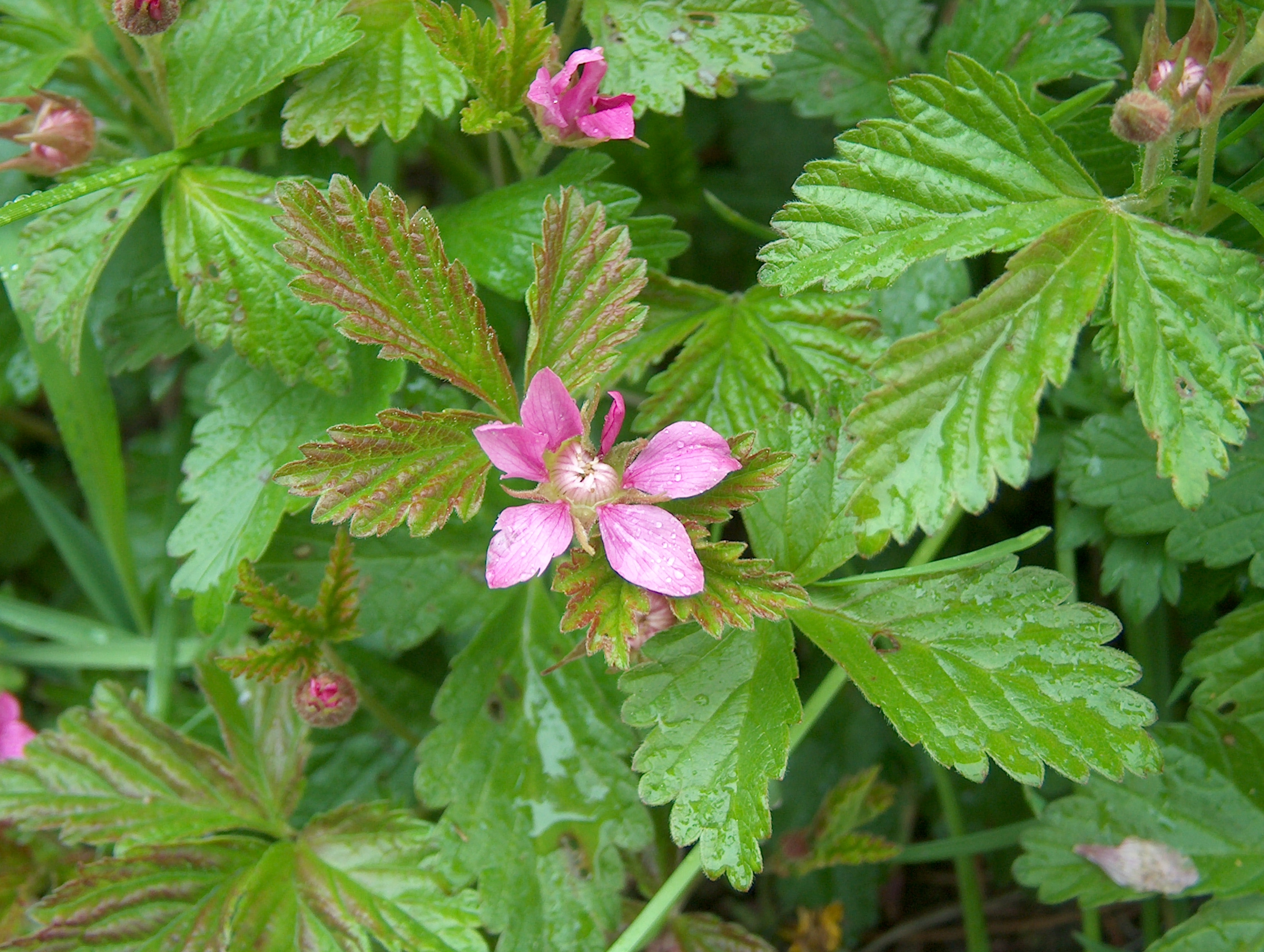
Feuilles et fleurs de Rubus arcticus.

Les feuilles ont trois folioles, de 2 à 8 cm de long, de forme ovale.
Les fleurs sont de couleur rose vif, à cinq pétales, cinq sépales, regroupés généralement. On les aperçoit debout au-dessus des feuilles.

## Habitat
On rencontre ce framboisier dans les endroits humides, les landes et bois froid.

## Répartition
Cette espèce pousse de façon naturelle dans le nord de la Suède, la Norvège, la Finlande, la Russie, dans quelques endroits en Estonie et dans certaines parties d'Amérique du Nord, notamment au Canada.

## Liste des sous-espèces et variétés
Selon NCBI (20 mai 2013) :
- sous-espèce Rubus arcticus subsp. stellatus

Selon Tropicos (20 mai 2013) (Attention liste brute contenant possiblement des synonymes) :
- sous-espèce Rubus arcticus subsp. acaulis (Michx.) Focke
- sous-espèce Rubus arcticus subsp. arcticus
- sous-espèce Rubus arcticus subsp. stellatus (Sm.) B. Boivin
- variété Rubus arcticus var. acaulis (Michx.) B. Boivin
- variété Rubus arcticus var. arcticus
- variété Rubus arcticus var. fragarioides (Bertol.) Focke
- variété Rubus arcticus var. grandiflorus Ledeb.
- variété Rubus arcticus var. kamtschaticus Focke
- variété Rubus arcticus var. pentaphylloides Hultén
- variété Rubus arcticus var. stellatus (Sm.) B. Boivin
- variété Rubus arcticus var. subquinquelobus Ser.